# Ямасита, Тадаси
Тадаси Ямасита (яп. 山下 正 Ямасита Тадаси, род. 1942) — мастер окинавского каратэ (9-й дан Кобаяси Сёрин-рю каратэ) и кобудо (10-й дан Матаёси кобудо). Создатель боевой системы Суйкэндо.

## Биография

Т. Ямасита на тренировке

Тадаси Ямасита родился в 1942 году в Японии на главном острове Хонсю, хотя считает себя окинавцем. Его отец умер, когда мальчику было три года. Мать никогда больше не вышла замуж, так как в то время многие японцы не верили в повторные браки. До 30 лет мастер Ямасита жил на Окинаве, после чего переехал в США, где и проживает по сей день. Являясь одним из известнейших популяризаторов боевых искусств, Т. Ямасита принимал участие в написании книг и создании видеоматериалов. Снялся более чем в 20 художественных фильмах. Наиболее известными работами в кино являются фильмы «Американский ниндзя» (в главной роли Майкл Дудикофф, 1985 г.) и «Октагон» (в главной роли Чак Норрис, 1980 г.). Примечательно, что в силу специфической внешности, в обеих картинах Т. Ямасита исполнил роли главных отрицательных персонажей. В фильме «Американский ниндзя 5», Ямасита исполнил роль самого себя . Т. Ямасита обучал искусству владения нунчаку Брюса Ли.

## Боевые искусства

Семинар (Пловдив, 2008)

Начал изучать каратэ в возрасте 11 лет. Впервые в зал для тренировок был приведён директором школы, который хотел направить энергию агрессивного подростка в русло каратэ. Чёрный пояс получил в возрасте 16 лет. После переезда в США открыл школу каратэ, которая впоследствии трансформировалась в организацию, объединяющую более 20 тренировочных залов по всей стране. В 1968 году Т. Ямасита сдал экзамен по каратэ у своего учителя С. Накадзато (9-й дан), на котором присутствовал легендарный мастер Т. Тибана (10-й дан), и в результате которого стал самым молодым обладателем 7-го дана в истории японских боевых искусств. В 1970 году получил 5-й дан по традиционному кобудо из рук прославленного мастера Синпо Матаёси (10-й дан).
На основе своего опыта в каратэ и кобудо, сэнсэй Ямасита развивает свою систему боя, которую он назвал Суйкэндо (水拳道) — «путь водяного (водного) кулака», мотивируя название использованием принципов движения падающей воды в объяснении боевых техник. Характерными особенностями Суйкэндо в исполнении мастера Ямаситы является высокая скорость и комбинативность взрывных техник.
Основатель международной организации Yamashita International Budo Association, задачей которой является изучение и популяризация японских боевых искусств.
Сэнсэй Ямасита ежегодно проводит семинары также и в Европе. Наиболее многочисленные европейские школы боевых искусств, развивающиеся под его руководством, находятся в Болгарии (Левон Пакосян, 6-й дан), Греции (Бабис Полихронопулос, 7-й дан) и на Украине (Вадим Гулбани, 7-й дан).